# Babári József
Babári József (Tab, 1893. október 20. – ?) cigány származású magyar hegedűművész. Ő volt az első cigány származású hegedűművész[forrás?].

## Életpályája
Atyja a dombóvári születésű Babári Jóska, ismert pesti cigányprímás volt, igen gondos nevelésben részesítette nagy tehetségű fiát. Édesanyja Sárközy Rozália. Budapesten, 1915-ben, Hubay Jenő tanítványaként végezte a Zeneakadémiát. Tanulmányait Bécsben fejezte be a híres Sevcsik tanárnál. 1917-ben hegedűművész mesteri állami diplomát nyert. Ő volt az első cigány hegedűművész, a cigányság bevándorlása óta, aki a legmagasabb zenei iskolákat végezte. 1922. február 22-én Budapesten házasságot kötött a nála 11 évvel idősebb, seregélyesi születésű Mészáros Máriával, Mészáros János és Kuti Mária lányával.
A különben igen szerény és kevés hírlapi reklámot kapott cigány származású hegedűművész Amerikában, Chicagóban játszott kiváló művészekből álló kvartettjével. Amerikai útját megelőzően három évig volt hangversenyturnén Közép-Európában. Szóló koncert turnéján a sajtó teljes elismerését vívta ki; budapesti, bécsi, milánói, párizsi stb. kritikái a legnagyobb előadók közé sorolták. És ugyanúgy írtak róla az amerikai lapok. Többek között az Evening American kiváló zenekritikusa Mr. Devries is kiemelte Babári technikáját és művészi interpretálását, ami oly kevés hegedűsnek adatott meg.
Még gyermekkorában játszott Babári az orosz cár anyja előtt és Patina Gagorine német nagyhercegnőnek is, akinek baden-badeni kastélyában hosszabb ideig kedvenc vendég volt. Ifj. Babári Jóska sokáig Chicagóban a Congress Hotel gyönyörű XVI. Lajos termében játszott kvartett jével. A Fine Arts Buildingben levő Sherwood Conservatorium meghívására tanári pozíciót is betöltött. A Chicagóban adott rádiókoncerteknek egy külön szenzációja volt a Babári kvartett. A rádióközönségtől érkező óriási tömegű elismerő levelek és táviratok arra késztették a Congress Hotelben levő K.Y.W. Radio Companyt, hogy mindennapi programjukon szerepeltessék Babárit. Így nemcsak Chicago, hanem egész Amerika rádióközönsége élvezhette Babári Jóska meleghangú Guarnerius hegedűjét.